# 安邦 (弘治進士)
安邦 （1470年—？年），字彥臣，四川重慶府巴縣人，民籍。

## 生平
五月十四日生，行五。由國子生中式四川鄉試第七名舉人，治《書經》，年三十六歲中式弘治十八年乙丑科會試中式第二百五十一名，第二甲第八十一名進士。改翰林院庶吉士，正德四年（1509年）九月授吏科給事中，十年四月考察，以不谨冠带闲住。

## 家族
曾祖安常泰；祖安忠；父安本高；母魏氏；繼母莊氏。具慶下，妻蘇氏，兄仁；禮；詳；俊，弟傑；□；份；濬；和。

## 引用
- 《明实录武宗实录》